# Вессельбурен
Вессельбурен (нем. Wesselburen) — город в Германии, в земле Шлезвиг-Гольштейн. 
Входит в состав района Дитмаршен.  Население составляет 3042 человека (на 31 декабря 2010 года). Занимает площадь 5,14 км². Официальный код  —  01 0 51 127.

## Досторпимечательности
- Дом-музей Фридриха Хеббеля

## Известные уроженцы
- Бартельс, Адольф (1862—1945) — немецкий писатель, историк литературы.
- Варнке, Генрих (1870—1938) — немецкий виолончелист.
- Мор, Кристиан Отто (1835—1918) — немецкий учёный-механик[2].
- Паули, Макс (1907—1946) — штандартенфюрер СС, военный преступник, комендант концлагеря Нойенгамме.

## Фотографии

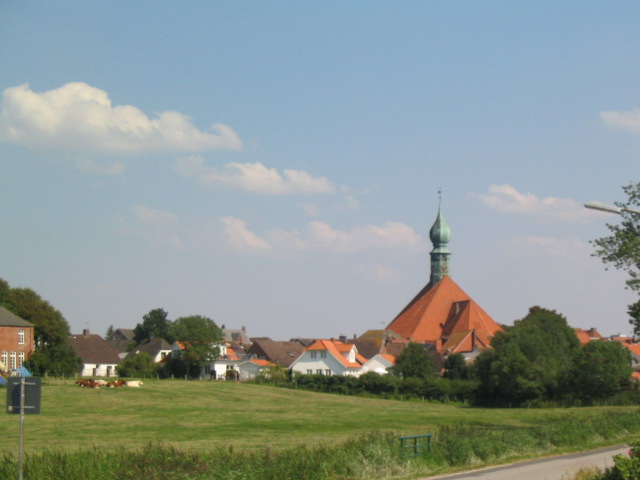
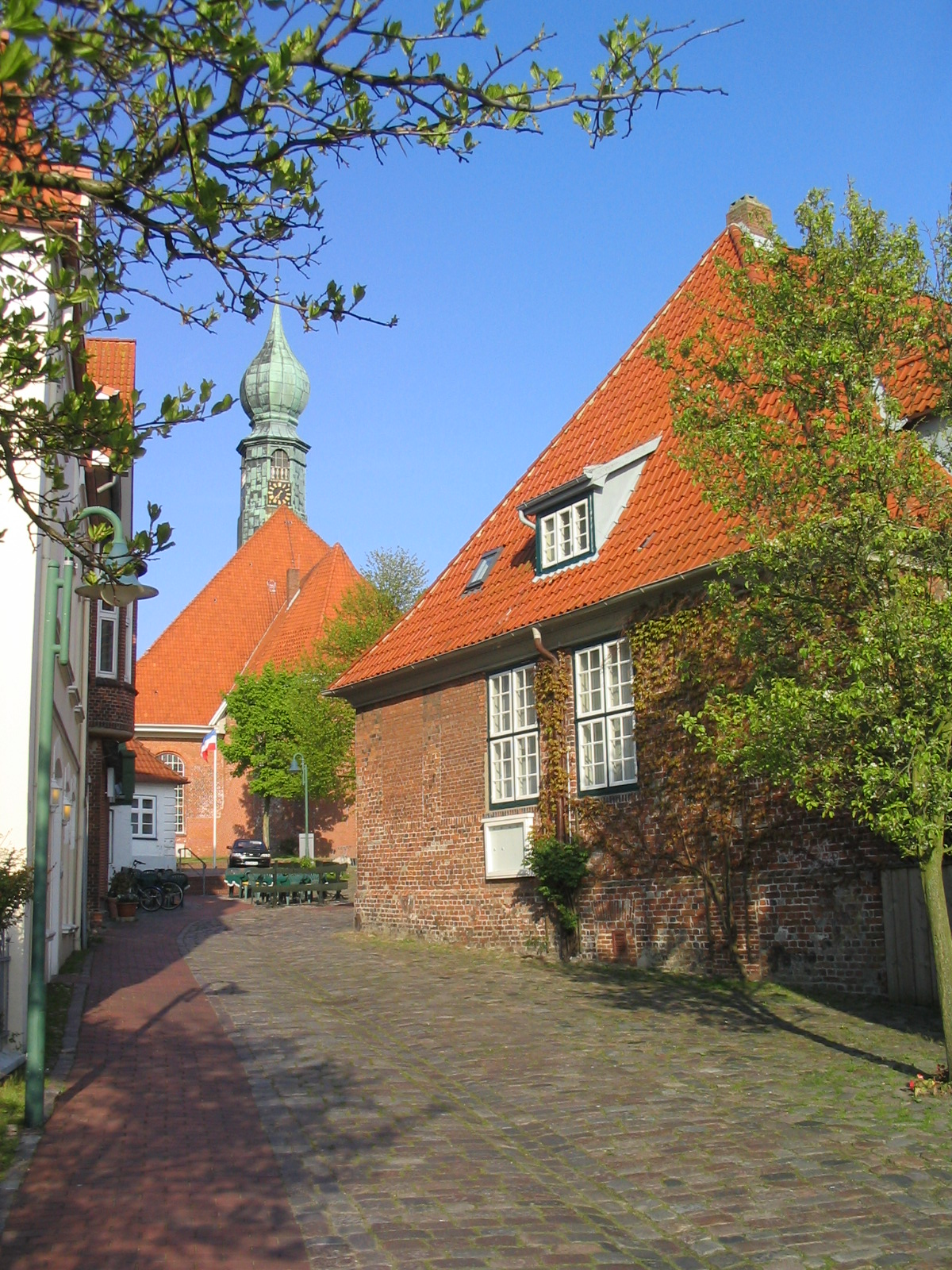
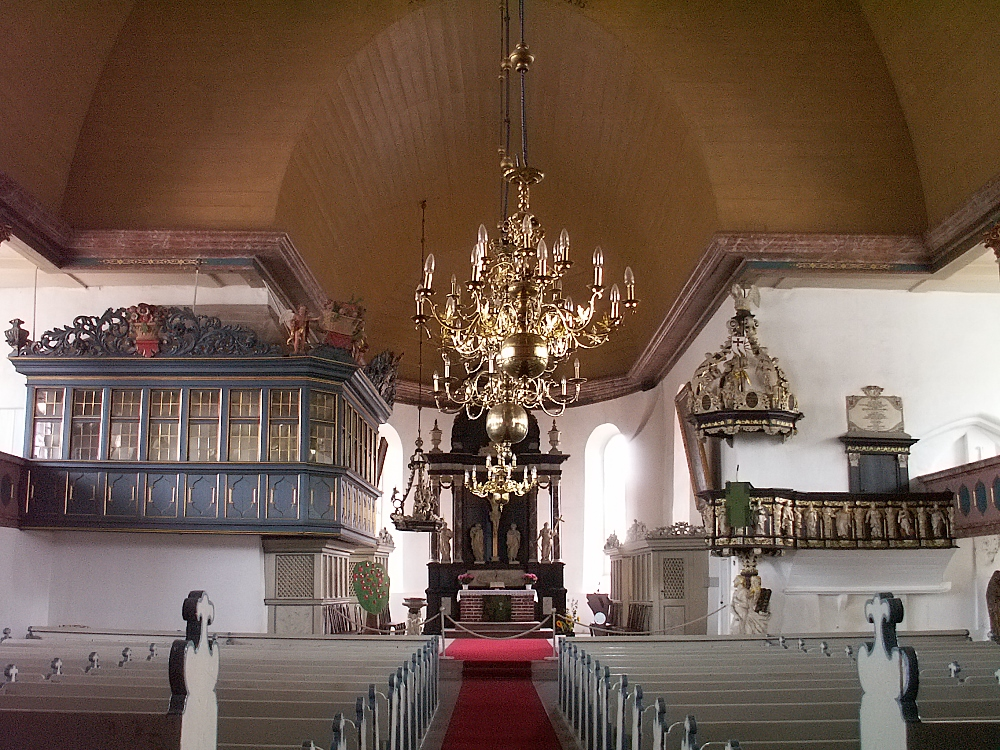
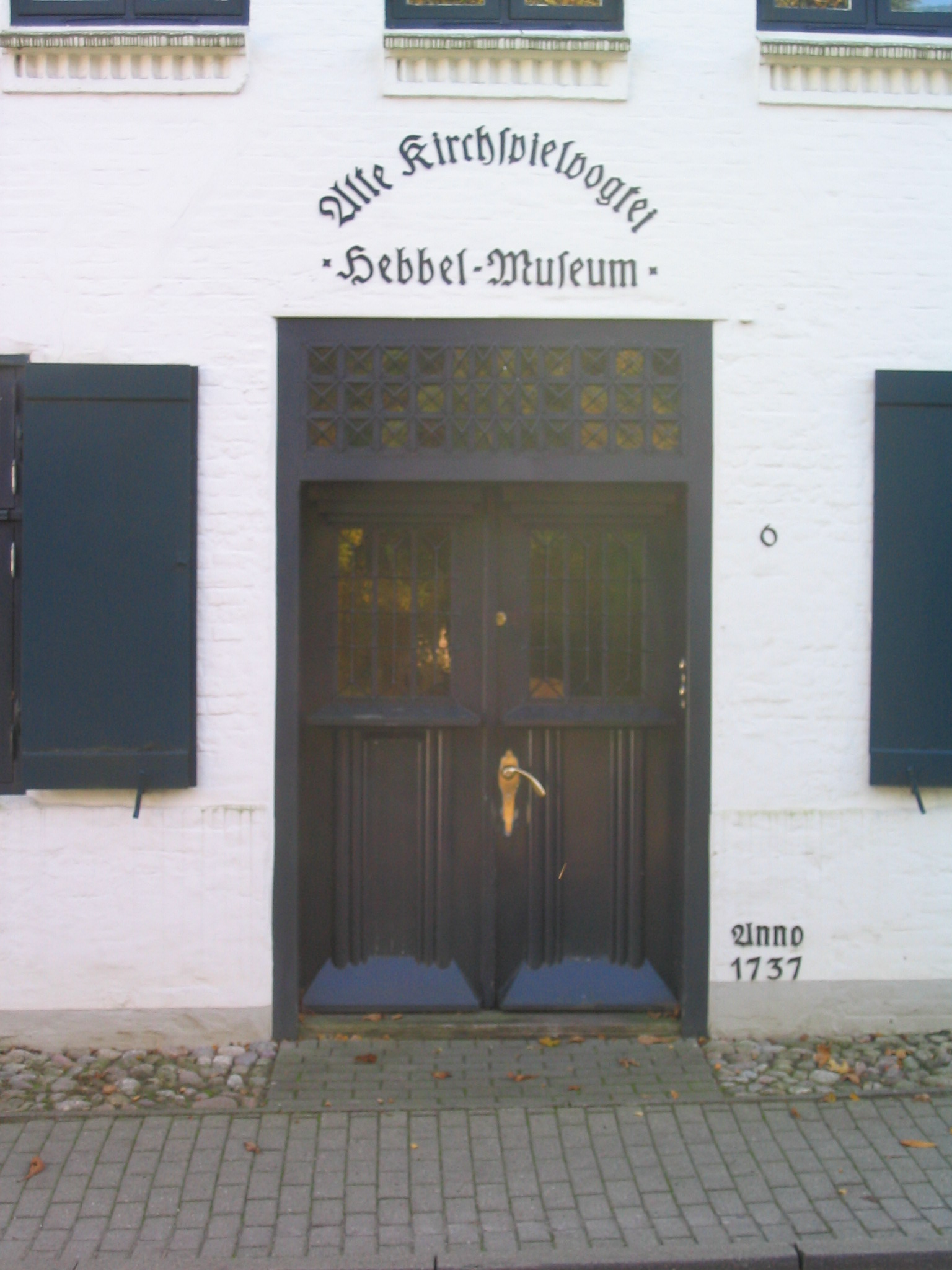
Дом-музей Фридриха Хеббеля